# Хейни, Эмиль
Эми́ль Хе́йни (род. 13 июля 1980; часто называют просто Эмилем) — американский музыкальный продюсер, композитор, диджей, автор песен, родом из Буффало, штата Нью-Йорк. Его произведения включают такие жанры, как альтернативный рок, поп, инди-поп и хип-хоп. В 2011 году получил премию «Грэмми» в номинации «Лучший рэп-альбом» за вклад в седьмой студийный альбом Эминема — Recovery. Более известен благодаря американской певице Лане Дель Рей.

## Карьера продюсера
Эмиль Хейни родился 13 июля 1980 года в Буффало, Нью-Йорк, США. Является музыкальным продюсером, композитором, автором песен и диджейем. Имеет премию «Грэмми» в номинации «Лучший рэп-альбом» за вклад в седьмой студийный альбом Эминема — Recovery. Более известен благодаря американской певице Лане Дель Рей. Проживает в Нью-Йорке. Работал со многими артистами, включая Лана Дель Рей, Эминем, Кид Кади , Марк Ронсон, Farher John Misty, Sampha, Plain Pat, Andrew Wyatt и многие другие. В 2015 году выпустил дуэтную песню с американской певицей Ланой Дель Рей «Wait for Life», которая была записана для студийного альбома Эмиля We Fall. Эмиль Хейни имеет свою музыкальную студию в Нью-Йорке, район Челси, где и работает над созданием песен большее время.

## Дискография

### Студийные альбомы
| We Fall                                   | - Релиз: 23 февраля 2015 - Лейбл: Interscope Records - Форматы: CD, digital download | — | — | — | — | — | — | — | — | — | — |
| «—» ставится, если альбом не попал в чарт |                                                                                      |   |   |   |   |   |   |   |   |   |   |

## Продюсерские работы

### Песни
| Название                                                        | Год  | Максимальная позиция | Максимальная позиция | Максимальная позиция | Максимальная позиция | Максимальная позиция | Максимальная позиция | Максимальная позиция | Максимальная позиция | Максимальная позиция | Максимальная позиция | Сертификации | Альбом                                      |
| Название                                                        | Год  | США                  | США R&B              | США Rap              | АВС                  | КАН                  | ФРА                  | ГЕР                  | НОЗ                  | ШВЕ                  | ВЕЛ                  | Сертификации | Альбом                                      |
| --------------------------------------------------------------- | ---- | -------------------- | -------------------- | -------------------- | -------------------- | -------------------- | -------------------- | -------------------- | -------------------- | -------------------- | -------------------- | --- | ------------------------------------------- |
| «Stuck in a Box» (Young Sid feat. Стэн Волкер)                  | 2010 | —                    | —                    | —                    | —                    | —                    | —                    | —                    | 15                   | —                    | —                    | | What Doesn’t Kill Me и From the Inside Out  |
| «Runaway» (Kanye West feat. Pusha T)                            | 2010 | 12                   | 30                   | 9                    | 46                   | 13                   | —                    | —                    | —                    | 28                   | 56                   | - ARIA: Золотой | My Beautiful Dark Twisted Fantasy           |
| «Mr. Rager» (Kid Cudi)                                          | 2010 | 77                   | —                    | —                    | —                    | —                    | —                    | —                    | —                    | —                    | —                    | | Man on the Moon II: The Legend of Mr. Rager |
| «Life Goes On» (Gym Class Heroes feat. Oh Land)                 | 2011 | —                    | —                    | —                    | —                    | —                    | —                    | —                    | —                    | —                    | —                    | | The Papercut Chronicles II                  |
| «Born to Die» (Лана Дель Рей)                                   | 2011 | —                    | —                    | —                    | 34                   | —                    | 13                   | 29                   | —                    | 59                   | 9                    | - ARIA: Золотой - BPI: Серебряный | Born to Die                                 |
| «Off to the Races» (Лана Дель Рей)                              | 2012 | —                    | —                    | —                    | —                    | —                    | —                    | —                    | —                    | —                    | —                    | | Born to Die                                 |
| «Carmen» (Лана Дель Рей)                                        | 2012 | —                    | —                    | —                    | —                    | —                    | —                    | —                    | —                    | —                    | —                    | | Born to Die                                 |
| «Blue Jeans» (Лана Дель Рей)                                    | 2012 | —                    | —                    | —                    | —                    | —                    | 16                   | —                    | —                    | —                    | 32                   | | Born to Die                                 |
| «My Kind of Love» (Emeli Sandé)                                 | 2012 | 114                  | —                    | —                    | 60                   | —                    | 167                  | —                    | —                    | —                    | 17                   | - ARIA: Золотой - BPI: Серебряный | Our Version of Events                       |
| «Summertime Sadness» (Лана Дель Рей)                            | 2012 | —                    | —                    | —                    | —                    | —                    | 56                   | 44                   | —                    | —                    | —                    | - RIAA: Платиновый - BVMI: Платиновый - IFPI АВТ: Золотой - IFPI ШВЕ: Золотой                                                                                            | Born to Die                                 |
| «National Anthem» (Лана Дель Рей)                               | 2012 | —                    | —                    | —                    | —                    | —                    | 152                  | —                    | —                    | —                    | 92                   | | Born to Die                                 |
| «Blue Velvet» (Лана Дель Рей)                                   | 2012 | —                    | —                    | —                    | —                    | —                    | 40                   | 49                   | —                    | —                    | 60                   | | Paradise                                    |
| «Locked Out of Heaven» (Бруно Марс)                             | 2012 | 1                    | —                    | —                    | 4                    | 1                    | 3                    | 7                    | 4                    | 6                    | 2                    | - RIAA: 4× Платиновый - ARIA: 5× Платиновый - BPI: Платиновый - BVMI: Золотой - IFPI DEN: 2× Платиновый - IFPI SWI: Платиновый - MC: 4× Платиновый - RMNZ: 2× Платиновый | Unorthodox Jukebox                          |
| «Doom and Gloom» (The Rolling Stones)                           | 2012 | —                    | —                    | —                    | —                    | 72                   | 44                   | 64                   | —                    | —                    | 61                   | | GRRR!                                       |
| «Dark Paradise» (Лана Дель Рей)                                 | 2013 | —                    | —                    | —                    | —                    | —                    | —                    | 45                   | —                    | —                    | —                    | | Born to Die                                 |
| «Burning Desire» (Лана Дель Рей)                                | 2013 | —                    | —                    | —                    | —                    | —                    | —                    | —                    | —                    | —                    | 172                  | | Paradise                                    |
| «Afraid» (The Neighbourhood)                                    | 2013 | —                    | —                    | —                    | —                    | —                    | —                    | —                    | —                    | —                    | —                    | | I Love You                                  |
| «Gorilla» (Бруно Марс)                                          | 2013 | 22                   | —                    | —                    | 41                   | 23                   | 117                  | —                    | —                    | —                    | 61                   | - RIAA: Золотой - ARIA: Золотой - MC: Золотой | Unorthodox Jukebox                          |
| «Young Girls» (Бруно Марс)                                      | 2013 | 32                   | —                    | —                    | 62                   | 19                   | 123                  | —                    | 23                   | —                    | 83                   | - RIAA: Золотой - ARIA: Золотой - MC: Золотой | Unorthodox Jukebox                          |
| «Headlights» (Эминем feat. Нейт Русс)                           | 2014 | 45                   | 11                   | 5                    | 21                   | 54                   | —                    | —                    | —                    | —                    | 86                   | - ARIA: Золотой | The Marshall Mathers LP 2                   |
| «Final Masquerade» (Linkin Park)                                | 2014 | —                    | —                    | —                    | 43                   | 85                   | 45                   | —                    | 30                   | —                    | 106                  | | The Hunting Party                           |
| «Guts Over Fear» (Эминем feat. Сия)                             | 2014 | 22                   | 6                    | 4                    | 22                   | 9                    | 10                   | 35                   | 22                   | 40                   | 10                   | | Shady XV                                    |
| «Everyday» (ASAP Rocky feat. Rod Stewart, Miguel и Марк Ронсон) | 2015 | —                    | 53                   | —                    | 49                   | —                    | —                    | —                    | —                    | —                    | 85                   | | At. Long. Last. ASAP                        |
| «—» ставится, если песня не попала в чарт                       |      |                      |                      |                      |                      |                      |                      |                      |                      |                      |                      | |                                             |